# HD 573
HD573 є хімічно пекулярною зорею спектрального класу
F0 й має видиму зоряну величину в
смузі V приблизно  8.7.
Вона знакодиться у сузір'яї Кита й розташована на відстані близько 830 світлових років від Сонця.

## Пекулярний хімічний вміст
Зоряна атмосфера HD573 має підвищений вміст Cr.